# 清里温泉 (山梨県)
清里温泉（きよさとおんせん）は、山梨県北杜市高根町の清里にある温泉。

## 概要
掘削が始まったのは1991年。2024年現在は確実に温泉を用いている施設は周辺に2箇所である。

### 天女の湯
清里駅南南西1.7㎞、2023年にオープンした「清里丘の公園ファミリーパークこどもパラダイス広場SOPO（アクアリゾート清里）」内の温泉施設に使用されている炭酸水素塩塩化物泉。泉温47℃の高温泉であり、内湯は掛け流し。神経痛・筋肉痛をはじめ痛風など飲泉による効能もある。

### 高原ホテル
清里駅北北西2.3㎞にある「清里高原ホテル」露天風呂で使用されている炭酸水素塩塩化物泉。泉温や湧出量、歴史など詳細は不明だが、周辺の宿泊施設が湧水の沸かし湯を用いる中、温泉を用いた宿泊施設は稀である。

## 交通
- 中央自動車道須玉インターチェンジから車で30分弱。